# 重返俾斯麦战舰
《重返俾斯麦战舰》（英語：Expedition: Bismarck）是探索频道2002年制作的一部紀錄片，由Andrew Wight和詹姆斯·卡梅伦担任制片，由詹姆斯·卡梅伦和Gary Johnstone执导，由兰斯·亨利克森担任编剧。此片跟随了对二战中沉没的德国战舰俾斯麥號的水下探索，并利用数字技术还原了俾斯麦号的沉没。该片于2003年获得了一项艾美奖荣誉。